# Монкада-и-Арагон, Луис Гильермо де
Луис Гильермо де Монкада-и-Арагон-и-де-ла-Серда, принц Патерно, герцог Монтальто, герцог Бивона (исп. Luis Guillermo de Moncada Aragón y de la Cerda, итал. Luigi Guglielmo Moncada d'Aragona La Cerda, Principe di Paternò, Duca di Montalto, Duca di Montalto, Duca di Bivona; 1 января 1614, Коллесано, королевство Сицилия — 4 мая 1672, Мадрид, королевство Кастилия и Леон) — испано-сицилийский аристократ и кардинал. V принц Патерно, XII граф Адерно, XV граф Кальтаниссетта, VII герцог Бивона, IX герцог Монтальто, XIII граф Кальтабеллотта, граф Коллесано, граф Склафани, гранд Испании. Президент королевства Сицилия с 1 января 1635 по 1 января 1644. Вице-король Сардинии с 1 января 1644 по 1 января 1649. Вице-король Валенсии с 1 января 1652 по 1 января 1659. Кардинал-дьякон с 7 марта 1667.